# Divi Divi Air
Divi Divi Air is een kleine regionale luchtvaartmaatschappij, gevestigd op Curaçao. De luchtvaartmaatschappij werd opgericht in 2001 en de eerste vlucht vond plaats in 2002. In de regio is de bijnaam voor Divi Divi Air "e Divi Divi" ("De Divi Divi"). De luchtvaartmaatschappij is genoemd naar de dividivi-boom die groeit in de regio.

## Geschiedenis
Divi Divi Air werd opgericht op 28 juli 2000 en begon in 2001 met een vloot van Britten-Norman BN-2P Islanders naar het eiland Bonaire te vliegen. Al meer dan 17 jaar is Divi Divi Air een begrip op de route tussen Curaçao en Bonaire. De lokale bevolking op de eilanden kenmerkt de luchtvaartmaatschappij door zijn kleinschaligheid, persoonlijke aandacht en bijzonder hoge stiptheid. Hoewel het luchtvaartbedrijf van de Richie-familie zich bijna volledig concentreerde op het onderhouden van de route tussen Bonaire en Curaçao in de eerste 17 jaar, werd Aruba toegevoegd in februari 2018. Volgens regisseur Germaine Richie-Durand is het de bedoeling om de verbinding tussen Bonaire en Aruba te verbeteren. "Divi wil de bevolking van de drie eilanden dichter bij elkaar brengen", zegt Richie-Durand. Volgens de Divi-directeur zal de Twin Otter geleidelijk breder worden ingezet op de routes van eilanden.
Divi Divi Air begon vluchten van Curaçao naar Aruba op 15 februari 2018. Dit werd gevolgd door de lancering van vluchten naar Aruba vanuit Bonaire op 17 februari 2018. De uitbreiding signaleert dat Divi Divi Air nu is toegetreden tot Aruba Airlines en Insel Air als de enige bekende luchtvaartmaatschappijen die de ABC-eilanden van het Caribisch gebied verbinden.
De Curaçaose luchtvaartmaatschappij bedient de Curaçao-Aruba-dienst minimaal 2x per dag, de Curaçao-Bonaire-dienst ongeveer 10x per dag, terwijl de vluchten van Bonaire naar Aruba volgens de planning 1x per week plaatsvinden. Alle vluchten worden uitgevoerd met Twin Otter en de Britten-Norman Islander, omdat Divi Divi Air ernaar streeft een efficiënte en betrouwbare luchtvaartmaatschappij te zijn voor alle reisbehoeften van mensen die reizen tussen Aruba, Bonaire en Curaçao.
In oktober 2018 werd aangekondigd dat Divi Divi Air, in samenwerking met Corendon Dutch Airlines en de Curaçao Tourism Board, vluchten naar Sint Maarten en Brazilië zou starten voor het winterseizoen. Corendon zal een Boeing 737-800 op Curaçao stationeren als onderdeel van een plan om een deel van zijn vloot beschikbaar te stellen voor chartervluchten of voor rekening van derden tijdens het rustigere winterseizoen in Europa. Het vliegtuig zal ook worden gebruikt om vluchten naar Aruba uit te voeren.

## Bestemmingen

### Lijnvluchten
| Stad       | Land                | IATA | ICAO | Luchthaven                                 | Refs/Notities |
| ---------- | ------------------- | ---- | ---- | ------------------------------------------ | ------------- |
| Kralendijk | Caribisch Nederland | BON  | TNCB | Bonaire International Airport              |               |
| Oranjestad | Aruba               | AUA  | TNCA | Internationale luchthaven Koningin Beatrix |               |
| Willemstad | Curaçao             | CUR  | TNCC | Curaçao International Airport              |               |

### Chartervluchten
| Stad                    | Land | IATA | ICAO | Luchthaven                                | Refs/Notities                           |
| ----------------------- | ---- | ---- | ---- | ----------------------------------------- | --------------------------------------- |
| Philipsburg             | SXM  | SXM  | TNCM | Princess Juliana International Airport    | Uitgevoerd door Corendon Dutch Airlines |
| São Paulo               | BRA  | GRU  | SBGR | São Paulo–Guarulhos International Airport | Uitgevoerd door Corendon Dutch Airlines |
| Las Piedras (Paraguaná) | VEN  | LSP  | SVJC | Josefa Camejo International Airport       |                                         |
| Valencia                | VEN  | VLN  | SVVA | Arturo Michelena International Airport    |                                         |

## Vloot

### Huidige vloot
Vanaf januari 2019 bestaat de passagiersvloot van Divi Divi Air uit de volgende vliegtuigen:
| Vliegtuig                            | In service | Orders | Passengers | Refs/Notes                           |
| ------------------------------------ | ---------- | ------ | ---------- | ------------------------------------ |
| Britten-Norman BN-2P Islander        | 2          | 1      | 9          | Expected 2019                        |
| Boeing 737-800                       | 1          | -      | 189        | Geleased van Corendon Dutch Airlines |
| De Havilland Canada DHC-6 Twin Otter | 3          | -      | 19         |                                      |
| Total                                | 6          | 1      |            |                                      |

Vanaf januari 2019 bestaat de privé-vloot van Divi Divi Air uit de volgende vliegtuigen:
| Aircraft     | In service | Orders | Passengers | Refs/Notes                                                      |
| ------------ | ---------- | ------ | ---------- | --------------------------------------------------------------- |
| Cessna 172P  | 1          | -      | 3          | Gebruikt voor piloot training, bezienswaardigheden en speedmail |
| Piper PA-32R | 1          | -      | 5          | Gebruikt voor cargo and charter vluchten                        |
| Total        | 2          | 0      |            |                                                                 |

### Voormalige vloot
In de loop der jaren heeft Divi Divi Air de volgende vliegtuigtypes gebruikt:
| Aircraft                      | Total | Passengers | Refs/Notes      |
| ----------------------------- | ----- | ---------- | --------------- |
| Britten-Norman BN-2P Islander | 1     | 9          | Gedumpt in 2009 |
| Cessna 402B                   | 1     | 7          | Gedemonteerd    |
| Dornier 228                   | 1     | 19         | Verkocht        |
| Total                         | 3     |            |                 |

## Virtual Airline voor vluchtsimulatie
Sinds augustus 2020 heeft Fly Divi Divi een onofficiële virtuele luchtvaartmaatschappij. Een virtuele luchtvaartmaatschappij bootst een echte luchtvaartmaatschappij na in vluchtsimulatiespellen.